# Рейник
Рейник — посёлок в Саратовском районе Саратовской области России. С 1 января 2022 года входит в состав городского округа Саратова.

## История
Восточный склон Алтынной горы прорезан глубоким ущельем с крутыми склонами, подножья которых изобилуют родниками. Чистота их вод обусловлена мощной толщей палеогеновых песчаников, залегающих по верху Алтынки. Пористые породы хорошо пропускают и очищают дождевую воду. Ручьи посёлка Рейник являются истоками речки Токмаковки.
Посёлок Рейник Саратовского района (бывшей Александровской волости Саратовского уезда), расположенный на склоне Алтынной горы, стал наименоваться так по принадлежности одному из членов большой семьи саратовских мукомолов-миллионеров, Владимиру Кондратьевичу Рейнеке.
В 1917 году усадьба служила колхозным двором, а затем учхозом Саратовского института механизации сельского хозяйства.

## Физико-географическая характеристика
Посёлок расположен на западе Саратовского района, на склоне Алтынной горы. Расстояние до административного центра посёлка Тепличный составляет 6 километров, до областного центра составляет 4 километра. Территориально посёлок разделён на две части: Рейник и Нижний Рейник.    
Климат
Климат в Рейнике умеренно-холодный со значительным количеством осадков. Даже в засушливый месяц наблюдается много дождя (согласно классификации климатов Кёппена — Dfa). Среднегодовая температура - 5.6 °C. 447 mm - среднегодовая норма осадков. Самый засушливый месяц - Март с осадками 25 mm. Большая часть осадков здесь выпадает в Августе, в среднем 46 mm.
| Показатель                         | Янв. | Фев.  | Март | Апр. | Май  | Июнь | Июль | Авг. | Сен. | Окт. | Нояб. | Дек. | Год |
| ---------------------------------- | ---- | ----- | ---- | ---- | ---- | ---- | ---- | ---- | ---- | ---- | ----- | ---- | --- |
| Средняя температура, °C            | −11  | −10,5 | −4,6 | 7,4  | 15,6 | 19,6 | 21,5 | 20   | 13,7 | 5,8  | −2,2  | −7,4 | 5,6 |
| Норма осадков, мм                  | 38   | 27    | 25   | 27   | 40   | 45   | 45   | 46   | 41   | 34   | 41    | 38   | 447 |
| Источник: Рейник (норма 1982-2012) |      |       |      |      |      |      |      |      |      |      |       |      |     |

Часовой пояс
посёлок Рейник, как и вся Саратовская область, находится в часовой зоне МСК+1. Смещение применяемого времени относительно UTC составляет +4:00.
Уличная сеть
В Рейнике одиннадцать улиц и четыре проезда (1-й,2-й,3-й,4-й Мочиновский). Также к посёлку относится территория ГСК Рейник.

## Население
| 2002 | 2010 | 2019 |
| ---- | ---- | ---- |
| 789  | ↗817 | ↗885 |

Население составляет 885 человек (на 1 января 2019 года), насчитывается 253 двора.

## Инфраструктура
На территории посёлка осуществляют свою деятельность фельдшерско-акушерский пункт, работают два предприятия розничной торговли. В посёлке организует активный отдых и предоставляет свои услуги конный клуб "Золотая подкова". 
Посёлок газифицирован, имеется центральный водопровод.  

## Достопримечательности
- Загородная усадьба-конезавод Рейнеке, которую выстроил купец первой гильдии Владимир Кондратьевич Рейнеке[12].
- Родники Алтынной горы[13].